# Edelényi Dezső
Edelényi Dezső, születési és 1912-ig használt nevén Himler Dezső (Kalocsa, 1875. június 23. – Budapest, 1955. szeptember 3.) zsidó származású magyar műépítész.

## Élete
Himler Farkas mészáros és Flesch Netti fiaként született. 1896-tól a budapesti Műegyetemen gépészmérnöknek iratkozott be, de 1897-tól már építészmérnöki tanulmányokat folytatott. 1901-ben szerzett oklevelet. Ezt követően két éves tanulmányútra ment, majd vidéki építészi tervpályázatokon kezdett részt venni.
1904 és 1913 között számos, szecessziós stílusú lakóházat tervezett Kaposvárott.
A településen (a Szabad Líceumban) előadást is tartott az új, vasbeton technológiáról.

## Ismert épületei

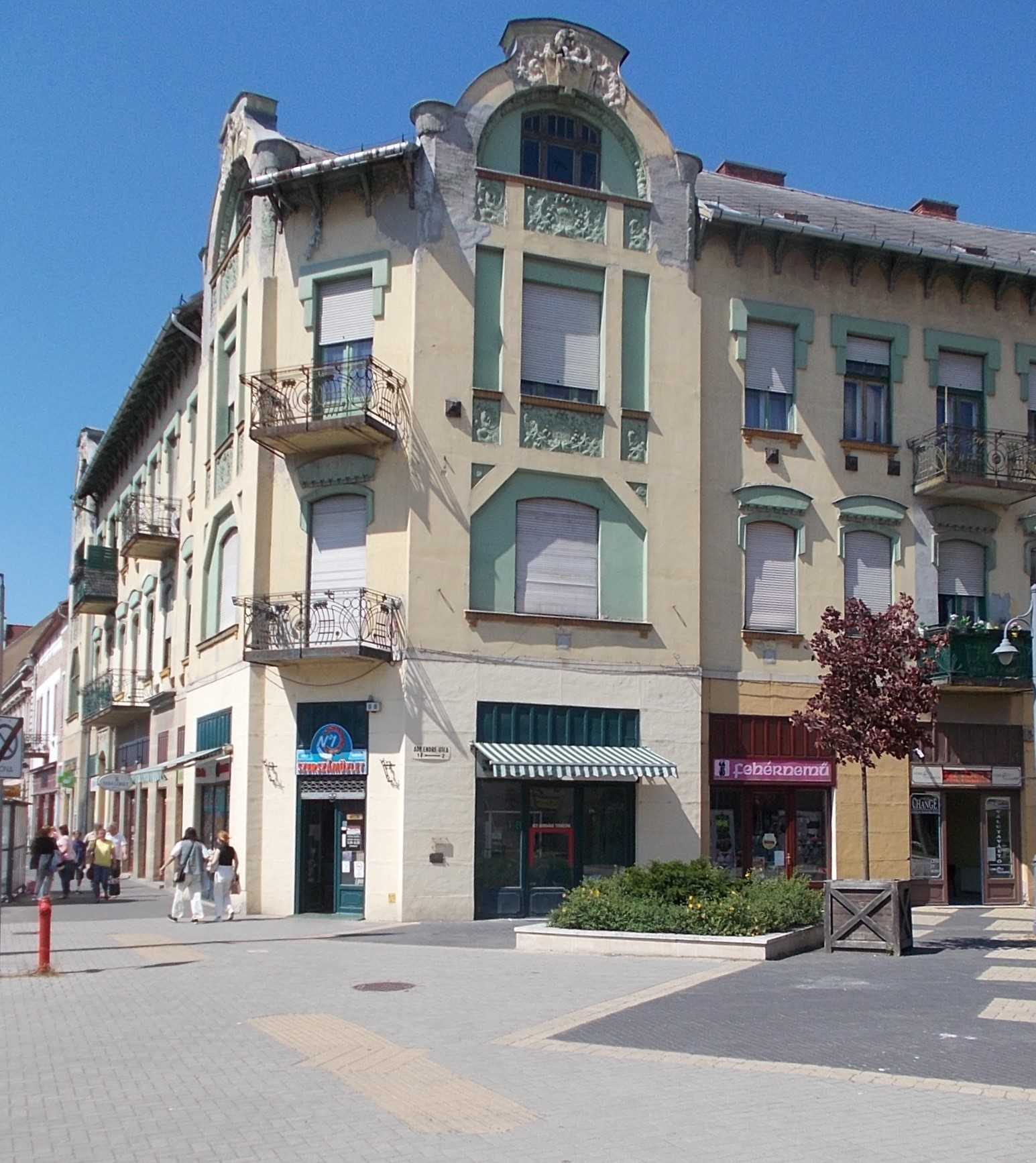
Vidor-palota

- 1903: Kereskedelmi és Iparkamara székháza, Besztercebánya (Vágó László és Opaterny Flórissal közös munka)[7]
- 1904: lakóépület, Kaposvár, Kontrássy u. 4.[8]
- 1904: lakóépület, Kaposvár, Kontrássy u. 5.[8]
- 1908: Takarékpénztár (ma: Városháza), Csurgó[7]
- 1909: Vidor-palota, Kaposvár, Berzsenyi utca 16.[8]
- 1909–1910: villalakás, Kaposvár, Dózsa György utca 18.[8]
- 1911: lakóház, Kaposvár, Rákóczi tér 4.[8]
- 1911: lakóépület, Kaposvár, Kontrássy u. 6.[8]
- 1912: filmszínház átépítése, Kaposvár, Dózsa György utca 1.
- 1912–1913: Korona Szálló, Kaposvár[7] – az épület szecessziós jellegét és karakterét az 1962 és 1967 közötti átépítésnek „köszönhetően” vesztette el[9]
- ?: lakóház, Budapest, Bókay János u. 43. (2016-ban lebontották)[7][10]

### Tervben maradt épületek
- 1903: Fekete Sas vigadó- és szállóépület, Hódmezővásárhely (II. díj)[7]
- 1904: Nyári Színház, Kaposvár (III. díj)[7]
- ?: Takarékpénztár, Csurgó (I. díj)[7]

### Csak építőmester (kivitelező) volt
- 1904: Kemény-palota, Budapest, Fő u.[8]